# Архимандрит Нифонт (Павловић)
Нифонт (световно Немања Павловић; Љубовија, 8. октобар 1987) српски је архимандрит и старешина Манастира Мале Ремете.

## Биографија
Архимандрит Нифонт (Павловић), рођен је 8. октобра 1987. године у Љубовији, од побожних родитеља. На крштењу је добио име Немања.
Завршио је Богословију Светог Арсенија у Сремским Карловцима, а потом дипломира на Православном богословском факултету Светог Василија Острошког у Источном Сарајеву.
Замонашен је 2007. године у Манастиру Радовашници, код Шапца од стране епископа шабачкога Лаврентија Трифуновића, добивши монашко име Нифонт.
Благословом епископа шабачкога Лаврентија 2013. године произведен је за игумана Манастира Богоштице, код Крупња.Тренутно је игуман манастира Мала Ремета.